# Арабей I Линкестидски
Вижте пояснителната страница за други личности с името Арабей.
Арабей I (на старогръцки: Ἀρραβαῖος), син на Бромер, е княз на Линкестида в Горна Македония (близо до Преспанско езеро) през V век пр. Хр.
Арабей е от 424 г. пр. Хр. противник на македонския цар Пердика II и неговия съюзник спартанеца Бразид. Вероятно през 422 г. пр. Хр. той получава самостоятелност чрез договор между Пердика II и Атина.
Той е баща на две деца:
- Арабей II, княз на Линкестида.[4][5]
- дъщеря, омъжена от около 393 г. пр. Хр. за Сирас.[6] Тяхната дъщеря Евридика се омъжва за цар Аминта III и става майка на Филип II и баба на Александър III.